# Mezinárodní obchodní spory
Členové WTO se často dostávají do sporů, které musí být řešeny u Světové obchodní organizace.
Hlavními příčinami sporů jsou například snaha zvýhodnění nebo ochranu domácího průmyslu nebo snaha o preferování dovozu z vlastních bývalých kolonií a podobně.

## Seznam známých obchodních sporů
- Cla za první vlády Donalda Trumpa
- Banánová válka mezi EU a USA
- Byrdův dodatek k americkému zákonu o dotacích v zemědělství
- Helmsův–Burtonův zákon a D'Amatův zákon
- Hovězí válka
- Subvence Boingu a Airbusu
- Paragraf 301 amerického obchodního zákona
- Způsob výpočtu antidumpingových cel
- Antidumpingový zákon USA z roku 1916
- Zákaz dovozu geneticky upravovaných organizmů do EU
- Textilní válka
- Ocelová válka